# 新井靖明
新井 靖明（あらい やすあき、1983年5月22日 - ）は、東京都文京区出身の元プロバスケットボール選手である。ポジションはシューティングガード。180cm、75kg。

## 来歴・人物
ミニバスケットボールチーム「文京グーニーズ」で全国大会に出場、全国大会準優勝。
本郷台中学校を卒業後、名門能代工業高校に入学。1年生の冬からベンチ入りし、1999年ウィンターカップに参加。ベンチから試合に出場するものの準々決勝で志村雄彦、宍戸治一らを擁する仙台高校に敗退。

3年時の熊本インターハイでは能代工高のエースナンバーである7番を付け出場。1試合平均41.4得点を叩き出し、127対105という稀に見るハイスコアゲームとなった緒戦の八千代高校との対戦では73得点（うちスリーポイント21本）を記録。瞬く間に能代のエースとして注目を集め、シューターとして活躍する。
高校最後の大会であるウィンターカップでも大活躍して優勝を果たした。
その後、関東の強豪日本体育大学を経て、2006年に三菱電機に入社。
2009年6月、埼玉ブロンコスに育成選手として入団。2012年、仙台89ERSに移籍。2013-14シーズン後に引退発表。
現在は、保健体育科教員である。また、バスケットボール部の顧問をしている。

## 主な成績
| シーズン                  | チーム   | GP | GS | MPG  | FG%  | 3P%  | FT%  | RPG | APG | SPG | BPG | TO  | PPG |
| ------------------------- | -------- | -- | -- | ---- | ---- | ---- | ---- | --- | --- | --- | --- | --- | --- |
| JBLスーパーリーグ 2006-07 | 三菱電機 |    |    |      |      |      |      |     |     |     |     |     |     |
| JBL 2007-08               | 三菱電機 | 16 |    | 5.1  |      |      |      |     |     |     |     |     | 1.9 |
| JBL 2008-09               | 三菱電機 | 17 |    | 7.9  |      |      |      |     |     |     |     |     | 1.9 |
| bjリーグ 2009-10          | 埼玉     | 34 | 1  | 12.1 |      |      |      |     |     |     |     |     | 4.2 |
| bjリーグ 2010-11          | 埼玉     | 19 | 0  | 4.3  |      |      |      |     |     |     |     |     | 1.0 |
| bjリーグ 2011-12          | 埼玉     | 52 | 25 | 20.0 |      |      |      |     |     |     |     |     | 4.9 |
| bjリーグ 2012-13          | 仙台     | 52 | 17 | 17.9 | .332 | .315 | .767 | 1.2 | 1.0 | 0.3 | 0.0 | 0.6 | 6.2 |
| bjリーグ 2013-14          | 仙台     | 51 | 20 | 16.5 | .312 | .260 | .880 | 0.7 | 0.7 | 0.4 | 0   | 0.4 | 3.9 |

## 経歴
- 本郷台中学校 - 能代工業高校 - 日本体育大学 - 三菱電機(2006年～2009年) - 埼玉ブロンコス(2009年～2012年） - 仙台89ERS（2012年～2014年）-教員(2015年～)